# Waizendorf (Leutershausen)

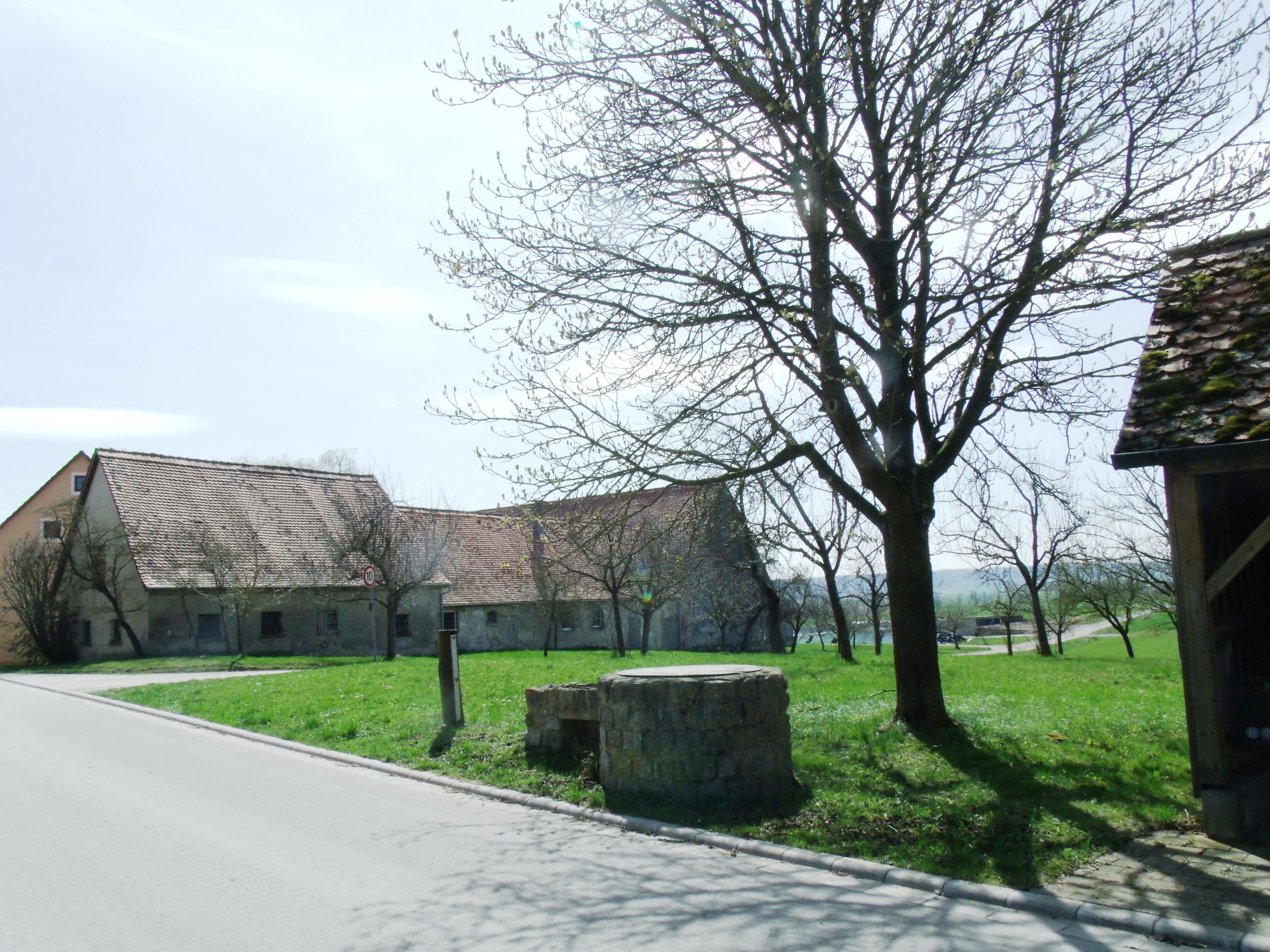
Dorfbrunnen in Waizendorf

Waizendorf (fränkisch: Watsndorf) ist ein Gemeindeteil der Stadt Leutershausen im Landkreis Ansbach (Mittelfranken, Bayern). Waizendorf liegt in der Gemarkung Erlbach.

## Geografie
Beim Weiler entspringt ein namenloser Bach, ein rechter Zufluss des Steinbachs, der wiederum ein linker Zufluss des Erlbacher Mühlbachs ist. Im Südosten liegt das Birkenfeld, 0,75 km nordöstlich erhebt sich der Riedenberg (484 m ü. NHN), 1,5 km westlich erhebt sich der Steinberg (500 m ü. NHN).
Eine Gemeindeverbindungsstraße führt nach Erlbach zur Kreisstraße AN 4 (1,4 km südöstlich) bzw. zu einer Gemeindeverbindungsstraße (0,3 km nordwestlich), die nach Steinbächlein (0,8 km nördlich) bzw. nach Steinberg führt (1,2 km südwestlich).

## Ortsnamendeutung
Das Bestimmungswort des Ortsnamens ist Wazo, wohl der Personenname des Gründers der Siedlung.

## Geschichte
Der Ort wurde 1296 als „Wazendorf“ erstmals urkundlich erwähnt. Um 1400 gehörte Waizendorf dem Hause Seckendorff zu Jochsberg. Nach einem brandenburg-ansbachischen Amtsbericht von 1608 bildeten Waizendorf und Steinbächlein eine Realgemeinde von sieben Mannschaften (= Untertanfamilien), die gült-, steuer- und lehenbar dem brandenburg-ansbachischen Kastenamt Colmberg und vogtbar dem brandenburgischen Stadtvogteiamt Leutershausen waren.
Im Dreißigjährigen Krieg heißt es in einem Hofverzeichnis von 1641: „Vier Höfe, steht alles öd, die Erben sind außer Land.“ 1681 unterstehen die vier Höfe dem Gericht Brunst des Stadtvogtamtes Leutershausen.
Im Grenzvertrag von 1710 bezüglich der Fraisch zwischen dem Haus Hohenlohe-Schillingsfürst und Brandenburg-Ansbach wurde Waizendorf dem Markgrafen zugesprochen. 1732 bestand der Weiler aus vier Untertanen des brandenburg-ansbachischen Amtes Brunst des Stadtvogteiamtes Leutershausen, war nach Weißenkirchberg gepfarrt und gab den Zehnt zu zwei Dritteln ins markgräfliche Kastenamt Colmberg und zu einem Drittel dem Deutschen Orden in Eschenbach. Zusammen mit Steinbächlein besaß man ein Hirtenhaus. Am Ende des Alten Reiches bestand der Weiler aus den vier Höfen, dem Hirtenhaus und einem Brechhaus. Von 1797 bis 1808 unterstand der Ort dem Justizamt Leutershausen und Kammeramt Colmberg.
Im Rahmen des Gemeindeedikts wurde Waizendorf dem 1808 gebildeten Steuerdistrikt Jochsberg und der 1810 gegründeten Ruralgemeinde Erlbach zugewiesen.
Im Zuge der Gebietsreform in Bayern wurde die Gemeinde Erlbach und damit auch Waizendorf zum 1. Januar 1972 in die Stadt Leutershausen eingemeindet.

## Einwohnerentwicklung
| Jahr      | 001818 | 001840 | 001861 | 001871 | 001885 | 001900 | 001925 | 001950 | 001961 | 001970 | 001987 |
| Einwohner | 30     | 30     | 42     | 28     | 31     | 19     | 28     | 23     | 22     | 13     | 20     |
| Häuser    | 7      | 5      |        |        | 4      | 4      | 4      | 4      | 4      |        | 4      |
| Quelle    | [ 20 ] | [ 21 ] | [ 22 ] | [ 23 ] | [ 24 ] | [ 25 ] | [ 26 ] | [ 27 ] | [ 28 ] | [ 29 ] | [ 1 ]  |

## Religion
Der Ort ist seit der Reformation evangelisch-lutherisch geprägt und war ursprünglich nach St. Wenzeslaus (Weißenkirchberg) gepfarrt, seit Anfang des 20. Jahrhunderts ist die Pfarrei St. Peter (Leutershausen) zuständig. Die Einwohner römisch-katholischer Konfession sind nach Kreuzerhöhung (Schillingsfürst) gepfarrt.